# Luigi Luzzatti

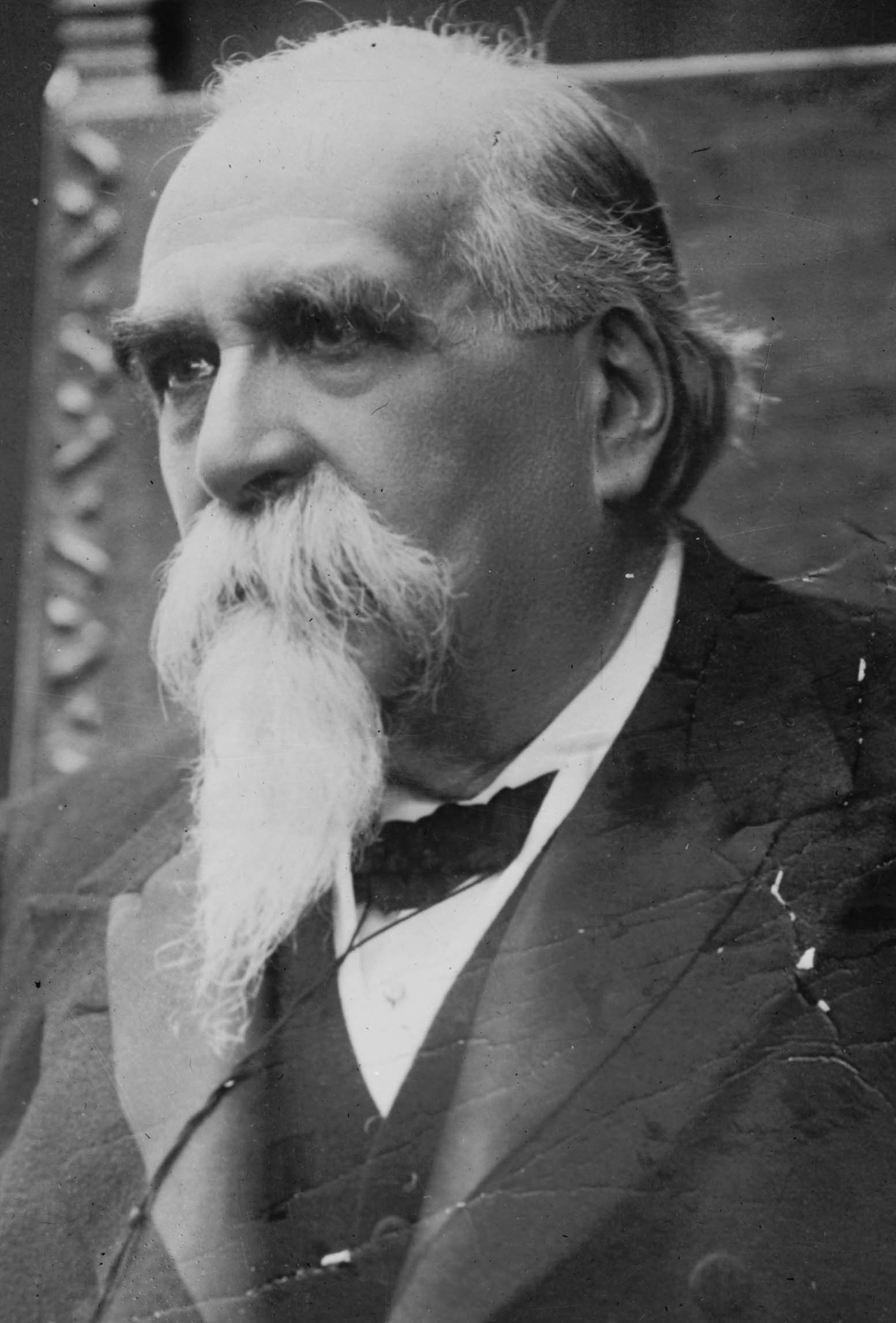
Luigi Luzzatti.

Luigi Luzzatti (Venetië, 1 maart 1841 – Rome, 29 maart 1927) was een Italiaanse politieke figuur die van 1910 tot 1911 premier van het land was. Hij was na Alessandro Fortis de tweede joodse premier van Italië, hoewel zijn voorganger Sidney Sonnino ook deels van joodse afkomst was.
Hij wordt herinnerd als de oprichter van de Italiaanse coöperatieve kredietinstellingsbeweging en in zijn boek Dio nella libertà (God in Vrijheid) pleitte hij voor religieuze tolerantie. Ook was er correspondentie tussen hem en filosoof Benedetto Croce.

## Levensloop
Luzzatti werd geboren in een joodse familie in Venetië, dat toen nog in Oostenrijkse handen was. Nadat hij zijn studies rechten vervolledigde aan de Universiteit van Padua, trok hij de aandacht van de Oostenrijkse politiek door lezingen te geven over politieke economie en moest hij emigreren. Hij ging naar Milaan en werd er in 1863 professor aan het Technisch Instituut. Nadat Venetië in 1867 in Italiaanse handen kwam, werd hij professor grondwettelijk recht aan de Universiteit van Padua en vervolgens aan de Universiteit van Rome. Met welsprekendheid en energie maakte hij in Italië de economische ideeën van Franz Hermann Schulze-Delitzsch populair en richtte een commercieel college op in Venetië. Ook verspreidde hij volksbanken op basis van gelimiteerde verantwoordelijkheid doorheen het land. 
In 1869 werd hij onder Marco Minghetti benoemd tot ondersecretaris op het ministerie van Landbouw en Handel, in welke functie hij de controle van de regering over commerciële bedrijven verbood en hij een staatsonderzoek van de industriële toestand promootte. Hoewel Luzzatti in theorie een vrijhandelaar was, wilde hij toch een Italiaans beveiligingssysteem creëren.
In 1877 nam hij deel aan commerciële onderhandelingen met Frankrijk en in 1878 werd het Italiaanse douanetarief gecompliceerder. Ook nam hij in dat jaar de leiding over de onderhandelingen van Italië met andere Europese landen over commerciële verdragen. In 1891 werd hij minister van Schatkist in de eerste regering van Antonio Starabba en verbood op een onvoorzichtige manier het systeem van regelmatige vrijgave van bankbiljetten tussen de staatsbanken, een maatregel die de duplicatie van een deel van het papiergeld betekende en de bankencrisis van 1893 versnelde. Ook werd hierdoor het schandaal van de Banca Romana veroorzaakt. In 1896 werd hij opnieuw minister van Schatkist in de tweede regering van Starabba en moest tijdens dit mandaat de bank van Napels van het faillissement helpen redden. 
Na de revolte en de onderdrukking van de Arbeidersbeweging in Sicilië introduceerde Luzzatti in 1898 twee sociale wetten, waarbij de werkgever verantwoordelijk was voor alle arbeidskosten en er een pensioen voor bejaarden kwam. 
Na de val van de regering-Starabba in juni 1898 onderhandelde Luzzatti een commercieel verdrag tussen Italië en Frankrijk.
Ook nam hij als afgevaardigde, journalist en professor nog altijd actief deel aan politieke en economische manifestaties. In de regeringen van Giovanni Giolitti (november 1903 - maart 1905) en Sidney Sonnino (februari - mei 1906) was hij nogmaals minister van Schatkist. Tijdens deze ambtstermijnen zakten de Italiaanse schulden van 5 procent tot 3,25 procent, wat andere ministers nog niet gelukt was, maar bij de val van de regering-Sonnino was zijn werk nog niet af. In 1907 was hij voorzitter van een coöperatief congres in Cremona.
In de tweede regering van Sidney Sonnino (december 1909 - maart 1910) was hij minister van Landbouw en na de val van deze regering werd Luzzatti gevraagd om zelf een regering te vormen. Zijn regering, die in dienst bleef tot in maart 1911, was niet erg succesvol. Hoewel hij een man was die veel financiële kennis had, had Luzzatti niet het juiste karakter om een regering te leiden. Hij toonde weinig energie om met de oppositie te handelen en vermeed maatregelen die hem impopulair zouden maken. Luzzatti had ook nooit door dat hij enkel aan de macht kon blijven door de steun van Giovanni Giolitti.
Tijdens de Eerste Wereldoorlog was hij voor de geallieerden en toonde zijn voorkeur aan een Italiaanse interventie, hoewel zijn toon ietwat pessimistisch klonk. In de periode dat de oorlog bezig was nam hij geen ministerposten op, maar werd vaak geconsulteerd over financiële zaken. Zijn advies werd ook meestal uitgevoerd.
In de tweede regering van Francesco Saverio Nitti (maart - mei 1920) werd hij opnieuw minister van Schatkist, maar na de val van de regering keerde hij niet terug als minister. Bij de verkiezingen van mei 1921 besloot hij niet meer op te komen en werd hij door de koning benoemd tot senator.
- Biblioteca Nacional de España: XX1188624
- Bibliothèque nationale de France: cb12139978t (data)
- Gemeinsame Normdatei: 11935649X
- International Standard Name Identifier: 0000 0001 0864 6031
- Library of Congress Control Number: n84186674
- Nationale Bibliotheek van Letland: 000342442
- Nationale Bibliotheek van Tsjechië: mzk2010580528
- Nationale Bibliotheek van Israël: 987007264709505171
- Nederlandse Thesaurus van Auteursnamen: 074601911
- Istituto Centrale per il Catalogo Unico: RAVV035703
- SNAC: w6h45tk9
- Système universitaire de documentation: 02986254X
- Trove: 1163037
- Virtual International Authority File: 4966483
- WorldCat: E39PBJqBwKTRv799vVyKtWqPcP